# Irma (Lombardei)
Irma ist eine Gemeinde mit 129 Einwohnern (Stand 31. Dezember 2023) im oberen Val Trompia in der italienischen Provinz Brescia, Region Lombardei.
Die Fläche der Gemeinde beträgt 4 km². Die Nachbargemeinden sind Bovegno und Marmentino.